# BM-27 Uragan
El BM-27 Uragan (en ruso: БМ-27 Ураган, lit. 'Huracán', índice GRAU 9P140) es un lanzacohetes múltiple autopropulsado de 220 mm  diseñado en la Unión Soviética para lanzar bombas en racimo. El sistema comenzó su servicio en el ejército soviético a fines de la década de 1970, y fue su primer lanzacohetes múltiple pesado estabilizado por rotación y aletas.
En 2008 se encargó una versión actualizada conocida como Uragan-1M. El vehículo camión no tiene similitudes.

## Descripción
El BM-27 Uragan es capaz de lanzar cohetes de 220 mm de 16 tubos de lanzamiento montados en la parte trasera de un chasis ZIL-135 8 × 8. Este vehículo es extremadamente similar al utilizado en el sistema de cohetes de vuelo libre FROG-7. Tiene dos motores de gasolina que impulsan sus 20 toneladas a una velocidad máxima de 65 kilómetros por hora. Un motor impulsa las cuatro ruedas a la izquierda del camión, mientras que el otro motor impulsa las cuatro ruedas a la derecha. El ZIL-135 tiene tracción en ocho ruedas, pero solo los ejes delantero y trasero se utilizan para la dirección. Tiene una autonomía máxima de crucero de 500 kilómetros.
La cabina del ZIL-135 está protegida de NBC, lo que permite disparar los cohetes sin exponer a la tripulación a posibles contaminantes. La tripulación de seis hombres puede emplazar o desplazar el sistema en tres minutos.
Antes de disparar, se deben bajar los gatos estabilizadores y levantar el escudo contra explosiones para proteger la cabina y sus ocupantes. La puntería de fuego indirecto se logra con el uso de un telescopio panorámico PG-1. Aunque no hay miras de visión nocturna, el conductor del vehículo de lanzamiento está equipado con un dispositivo de visión nocturna.
El BM-27 puede utilizar cohetes equipados con submuniciones HE-FRAG, químicas, explosivas o dispersables (PTM-3 o PFM-1), todos los cuales son detonadas por espoletas eléctricas de temporización. (Sin embargo, las municiones químicas han estado oficialmente fuera de servicio en Rusia desde 2017.) Cada cohete pesa 280,4 kilogramos. Las ojivas pesan entre 90 y 100 kilogramos, según el tipo. Se puede disparar una salva completa de 16 cohetes en 20 segundos y puede atacar objetivos dentro de un rango de 35 kilómetros.
Debido al tamaño de la ojiva, el alcance del cohete y la velocidad a la que se puede lanzar una salva, el BM-27 es muy eficaz en la colocación de minas. Cada 220 mm cohete puede dispersar 312 minas antipersonal PFM-1. Los campos de minas se pueden colocar detrás de un enemigo en retirada o incluso usarse para atrapar a un enemigo rodeándolo con ellas. Tácticas como esta fueron utilizadas a menudo por los soviéticos en Afganistán.
Una vez que se han disparado los cohetes, se emplea el 9T452 (otro vehículo basado en ZIL-135) para ayudar en la recarga. Lleva cohetes adicionales y una grúa para transferir los cohetes del vehículo de recarga al lanzador. Todo el procedimiento de recarga dura alrededor de 20 minutos.
|  |  |  |

### Cohetes
| [ 5 ] [ 6 ]   | 9M27F                                   | 9M27K1                                                           | 9M27K2                                                     | 9M27K3                                                 | 9M59                                                                                        |
| ------------- | --------------------------------------- | ---------------------------------------------------------------- | ---------------------------------------------------------- | ------------------------------------------------------ | ------------------------------------------------------------------------------------------- |
| Diámetro      | 220 milímetros                          | 220 milímetros                                                   | 220 milímetros                                             | 220 milímetros                                         | 220 milímetros                                                                              |
| Longitud      | 4.832 metros                            | 5.178 metros                                                     | 5.178 metros                                               | 5.2 metros                                             | 5.178 metros                                                                                |
| Peso          | 280 kg                                  | 270 kg                                                           | 270 kg                                                     | 270 kg                                                 | 270 kg                                                                                      |
| Cabeza armada | 100 kg HE-Frag unitario (51.7 kg de HE) | Contenedor de 90 kg para 30 bombas de racimo antimaterial N9N210 | Contenedor de 89.5 kg para 24 minas antitanque PGMDM/PTM-1 | Ccontenedor de 90 kg para 312 minas antipersonal PFM-1 | Contenedor de 89.5 kg para 9 minas antitanque de ataque de fondo de carga direccional PTM-3 |
| Rango         | 10-35 km                                | 10-35 km                                                         | 10-35 km                                                   | 8–34 km                                                | 10–35 km                                                                                    |

También cohetes incendiarios 9M27S.

## Variantes
- 9P140 Uragan: variante estándar en camión ZIL-135.

### Uragan-M
- Uragan-1M Variante presentada al público en 2007; Todos los procesos están automatizados. También puede disparar los cohetes de 300 mm del sistema BM-30 Smerch.  La recarga se simplifica sustituyendo los cañones; se puede equipar con dos bancos de seis 300 mm tubos de lanzamiento o quince tubos de lanzamiento de 220  mm. Las entregas al ejército ruso comenzaron en septiembre de 2016.[7][8][9] Puede disparar guiado 220 cohetes mm con un alcance de 70 kilómetros (43 mi).[10] Sobre chasis de camión militar bielorruso MZKT 8x8.[8]

### Uragan-U
- 9A53 Uragan-U 9A53 Uragan-U: Sucesor con 2 × 15 tubos de lanzamiento; presentado en 2009 en 8×8 MZKT-7930. Gracias a su montaje modular también se pueden disparar los cohetes BM-30 Smerch y BM-21 Grad.

### Modelos ucranianos
- Bastion-03: Prototipo de la empresa ucraniana AvtoKrAZ, presentado en 2010. Instalado en un camión 6×6 tipo KrAZ-63221RA.[11]
- Bureviy (que significa "tormenta"): prototipo de Ukroboronprom que involucra un nuevo sistema de control de fuego digital capaz de compartir objetivos y montado en un chasis Tatra 8x8 T815 -7T3RC1, que puede disparar con armamento modificado hasta 65 kilómetros.[12]

## Operadores
- Afganistán[13] – 18 (fuera de servicio)
- Angola - desconocido
- Armenia – algunos BM-27 pedidos en 2011
- Bielorrusia – 72 a 2016[14]
- Eritrea – 9 a 2021[15]
- Guinea – 3 a 2021[16]
- Georgia – tuvo un uso limitado durante la guerra de Abjasia, fuera de servicio.
- Irán – desconocido[17]
- Kazajistán – 180 a 2016[18]
- Kirguistán – 6 a 2016[19]
- Moldavia – 11 a 2016[20]
- Birmania – desconocido
- Corea del Norte – desconocido
- Rusia – 200 en servicio y 700 almacenados a 2016[21]
- Siria[22]
- Tayikistán[13] – 12
- Tanzania[13] – 48
- Turkmenistán – 60 a 2016[23]
- Ucrania – 70 a 2016[24]
- Uzbekistán – 48 a 2016[25]
- Yemen[13] – más de 50. Visto en acción intensa en la guerra civil en curso..